# Четири хикса
ХХХХ (Четирите Хикса, известен още като Терор инкогнита и Последният континент) е измислен континент във въображаемия Свят на Диска на британския автор Тери Пратчет. Както става ясно в книгата Последният континент идеята за този континент, както и неговото описание са силно повлияни от австралийската култура. Точно като Австралия, Четири Хикса е едновременно и държава и континент. Климатът на Терор инкогнита е пустинен. Континентът е създаден по-късно от останалата част на Диска от Стареца, който носи цялата вселена в торбата си. Лу Тзе и други източници споменават, че на континента времето и пространството са изкривени, а точно в средата му има Източник на време.
Флората и фауната на Четири хикса са изключително опасни. Според библиотеката на Смърт безопасни са само някои от овцете. Интересно е отсъствието на каквито и да е отровни змии, най-правдоподобното обяснение за което е, че са били изядени от паяците.
Местното население прилича много на аборигените от истинския свят. Въпреки природната си кроткост и незлобливост, се отличавали най-вече със склонността си да нападат всеки, който ги попита за времето. Основната част от населението обаче се състои предимно от заселници от Анкх-Морпорк, които са корабокруширали по бреговете на Терор Инкогнита.